# Klaus Stiglmeier

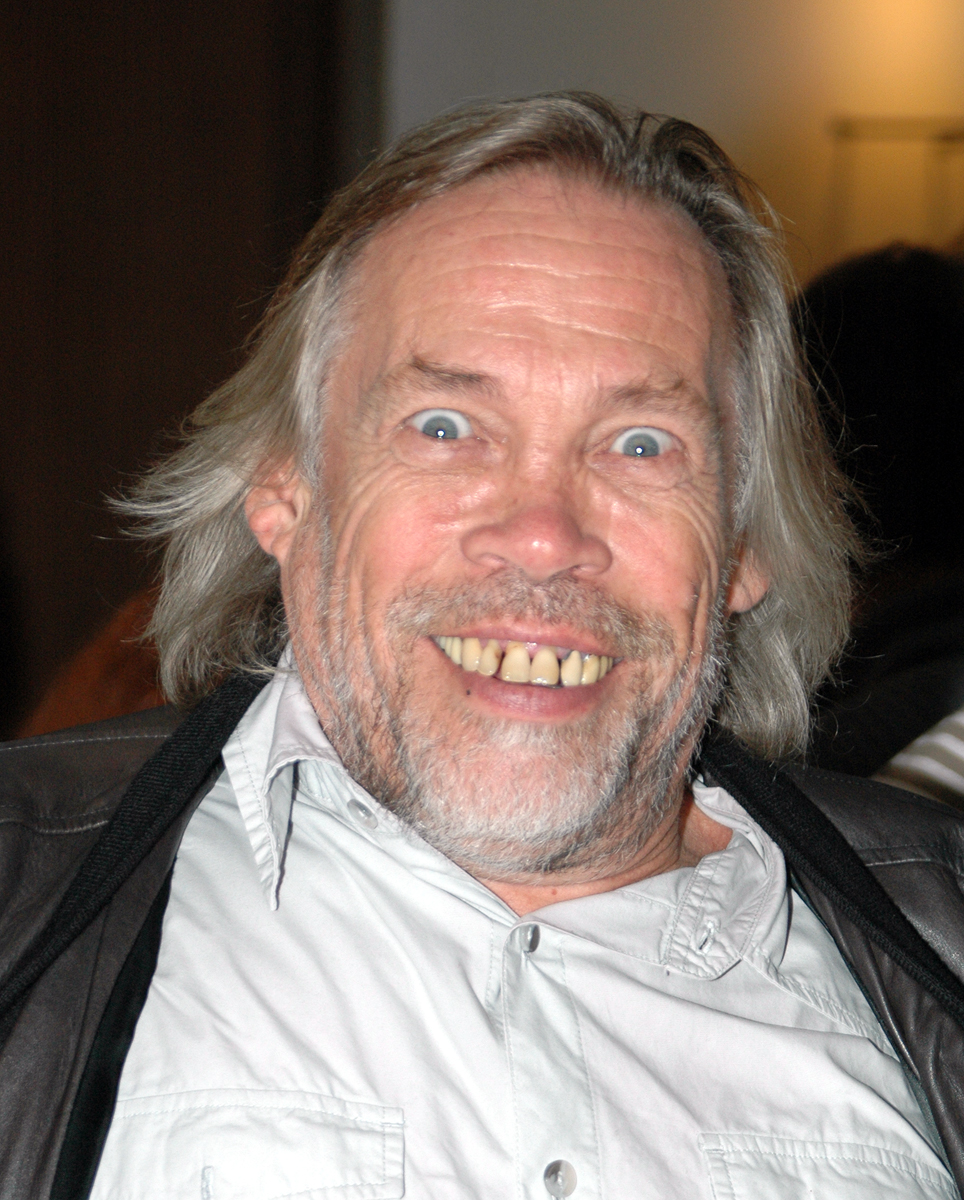
Klaus Stiglmeier bei einem Künstlerempfang im Alten Rathaus in München (2011)

Klaus Stiglmeier (* 1950 in München) ist ein deutscher Schauspieler.

## Leben
Der bayerische Schauspieler Klaus Stiglmeier war seit Mitte der 1980er Jahre in zahlreichen Film- und Fernsehproduktionen zu sehen. Parallel trat er auch immer wieder in Theaterinszenierungen und in Kabarett-Programmen auf.
Bekannt ist er insbesondere durch seine Auftritte in den bayerischen Serien Kanal fatal (hier jahrelang gleich im Vorspann) und Der Kaiser von Schexing. Stiglmeier wirkte auch in Kinofilmen wie Peter Thorwarths Filmkomödie Bang Boom Bang – Ein todsicheres Ding (1999), Werner Herzogs Filmdrama Invincible – Unbesiegbar (2001) oder Wolfgang Weigls Thriller Blindlings (2009). Seine Rolle im Horrorfilm Urban Explorer (2011) brachte ihm den Best Actor Award beim Screamfest Horror Film Festival in Los Angeles ein.
Klaus Stiglmeier lebt in München. Sein Markenzeichen sind die weit vorstehenden Zähne.

## Filmografie (Auswahl)
- 1984: Treffer (Fernsehfilm)
- 1984: Der Rekord
- 1985: Die Einsteiger
- 1987: Der Joker
- 1987: Tatort: Pension Tosca oder Die Sterne lügen nicht
- 1988: Starke Zeiten
- 1990: Kleiner König Erich (Fernsehfilm)
- 1990: Star Mac (Kurzfilm)
- 1992: Der Struppi ist weg (Fernsehfilm)
- 1994: High Crusade – Frikassee im Weltraum
- 1994: Verfolger (Kurzfilm)
- 1995: Nur über meine Leiche
- 1997: Mafia, Pizza, Razzia (Kurzfilm)
- 1997: Muttertag (Fernsehfilm)
- 1998: Tatort: Gefallene Engel
- 1999: Bang Boom Bang – Ein todsicheres Ding
- 1999: Dr. Stefan Frank – Der Arzt, dem die Frauen vertrauen – Zwischen gestern und morgen
- 2000: Altweibersommer (Fernsehfilm)
- 2001: Invincible – Unbesiegbar (Invincible)
- 2002, 2009: Die Rosenheim-Cops (Fernsehserie, 2 Episoden)
- 2004, 2014: München 7 (Fernsehserie, 2 Episoden)
- 2005: Stürmisch verliebt (Fernsehfilm)
- 2006: Zwei zum Fressen gern (Fernsehfilm)
- 2006: Im Namen der Braut (Fernsehfilm)
- 2007: Siska (Fernsehserie, 1 Episode)
- 2008: Kommissar Süden und das Geheimnis der Königin (Fernsehfilm)
- 2008: Eine wie keiner
- 2008: Morgen räum ich auf (Fernsehfilm)
- 2008: Und Jimmy ging zum Regenbogen (Fernsehfilm)
- 2008–2010: Kanal fatal (Fernsehserie, 27 Episoden)
- 2008–2009: Der Kaiser von Schexing (Fernsehserie, 8 Episoden)
- 2009: Blindlings
- 2009: Dasbloghaus.tv (Fernsehserie)
- 2010, 2018: SOKO München (Fernsehserie, 2 Episoden)
- 2010: Aber jetzt erst recht (Fernsehfilm)
- 2011: Urban Explorer
- 2011: Hubert und Staller (Fernsehserie, 1 Episode)
- 2012: Der Cop und der Snob (Fernsehserie, 1 Episode)
- 2013: Die Holzbaronin (Fernsehfilm)
- 2013: Das Märchen von der Prinzessin, die unbedingt in einem Märchen vorkommen wollte
- 2013: Hubert und Staller – Die ins Gras beißen (Fernsehfilm)
- 2013: Hammer & Sichl (Fernsehserie, 1 Episode)
- 2014: Monaco 110 (Fernsehserie, 1 Episode)
- 2014: Die reichen Leichen. Ein Starnbergkrimi (Fernsehfilm)
- 2015: Tatort: Der Himmel ist ein Platz auf Erden
- 2016: Die Toten vom Bodensee – Stille Wasser (Fernsehfilm)
- 2016: Harry die Ehre (Fernsehserie, 1 Episode)
- 2016: Familie – Die Quittung kommt zum Schluss (Kurzfilm)
- 2017: Bodenseegeschichten (Fernsehfilm)
- 2018: Waldsterben (Kurzfilm)
- 2018: Aquariummann (Kurzfilm)
- 2019: Tatort: Die ewige Welle
- 2019: Nur mit Dir zusammen (Fernsehfilm)
- 2022: Hubert und Staller – Alles im Einklang (Fernsehserie)